# Raphaela Folie
Raphaela Folie (Bolzano, 7 marzo 1991) è una pallavolista italiana, centrale della LOVB Houston.

## Carriera
Appianese d'origine, iniziò a giocare nel Caldaro Pallavolo, club di Caldaro sulla strada del vino (BZ). Nel 2007 esordì ad alti livelli, disputando il campionato di serie B2 nel San Giacomo Volley. Dopo un campionato da protagonista si trasferì a Trento, nell'ATA Trento, dove al termine del 2009 venne nominata miglior giocatrice della regione, oltre ad aver concluso il campionato come best scorer (456 punti complessivi, con 335 attacchi, 106 muri e 15 ace).
Nomina ricevuta anche grazie al secondo posto ai nazionali under18 dove è stata premiata anche miglior muro della manifestazione.
Nel 2009 venne ingaggiata dalla Trentino Rosa, con la quale disputò la Serie B1 2009-2010. Con la formazione bianco-blu giunse fino alla finale dei play off promozione, dove però venne sconfitta dalla Pallavolo Femminile Matera.
Nella stagione 2010-11, appena terminati gli esami di maturità, venne ingaggiata dall'Asystel Novara, per la prima esperienza in Serie A1. A termine campionato viene convocata per alcuni collegiali con la nazionale, mentre nel 2011, vince la Coppa del Mondo.
Nella stagione 2012-13, a seguito della chiusura della squadra novarese passa al Gruppo Sportivo Oratorio Pallavolo Femminile Villa Cortese; con la nazionale vince la medaglia d'oro ai XVI Giochi del Mediterraneo.
Nella stagione 2013-2014 viene ingaggiata dal Volley Bergamo, mentre in quella successiva veste la maglia della LJ Volley di Modena, dove resta per due annate. Per il campionato 2016-17 gioca per l'Imoco Volley, aggiudicandosi cinque Supercoppe italiane, venendo premiata nell'edizione 2020 come MVP, quattro Coppe Italia, quattro scudetti, il campionato mondiale per club 2019 e la Champions League; con la nazionale conquista la medaglia d'argento al World Grand Prix 2017 e quella di bronzo al campionato europeo 2019.
Nell'annata 2022-23 si accasa alla Pro Victoria, sempre in Serie A1, dove resta per un biennio. Partecipa poi alla prima edizione della League One Volleyball, indossando la casacca della LOVB Houston, con la quale vince la LOVB Classic.

## Palmarès

### Club
- Campionato italiano: 4

2017-18, 2018-19, 2020-21, 2021-22
- Coppa Italia: 4

2016-17, 2019-20, 2020-21, 2021-22
- LOVB Classic: 1

2025
- Supercoppa italiana: 5

2016, 2018, 2019, 2020, 2021
- Campionato mondiale per club: 1

2019
- CEV Champions League: 1

2020-21

### Nazionale (competizioni minori)
- Giochi del Mediterraneo 2013

### Premi individuali
- 2020 - Supercoppa italiana: MVP